# Высший класс (фильм)
«Высший класс» — советский фильм 1991 года.

## В ролях
- Ирина Алфёрова — Вера Павловна Смирнова
- Ксения Алфёрова — Ника, её дочь
- Всеволод Шиловский — Сергей Сергеевич, представитель спецслужбы
- Евгений Герасимов — Олег Румянцев
- Вячеслав Невинный — Володя
- Анатолий Ромашин — Пётр Аркадьевич
- Франс Вебер — Дитмар
- Наталья Хорохорина — Анна Сергеевна, директор школы-интерната, подруга Веры Павловны
- Ирина Жалыбина — Алла
- Алла Плоткина — Ольга
- Алёна Лемишенко — Анжела
- Андрей Морозов — следователь

## Критика
При заметном сходстве с фильмом «Интердевочка» и другими перестроечными фильмами, касающихся темы проституции, отзывы критиков были ироничными:

Фильм «Высший класс» — о высшем классе интердевочек, имеющих пристрастие к сигаретам «Мальборо», водке «Горбачёв», африканским принцам и привилегированным связям с КГБ.— Наталья Ртищева, журнал «Столица», 1991 год

Героиней постперестроечного кино стала интердевочка, воплощающая социально близкий нам архетип Золушки, дождавшейся в конце концов своего заморского принца. Этот мотив так силен и привлекателен, что Золушке отпускается даже такой грех, как сотрудничество с КГБ. Ирина Алферова в фильме «Высший класс» воплотила как раз такой вариант интердевочки-ветеранки. Когда в финальном эпизоде в салоне международного авиалайнера бедная героиня, отправляясь поневоле на очередное задание своего шефа, требует у стюардессы четыре порции водки подряд как тут не вспомнить знаменитую реплику из «Судьбы человека»: «Я после первой не закусываю». Наш человек «интердевочка»!— Елена Стишова - Интердевочка и Мона Лиза // Журнал «Искусство кино», № 1, 1992. - стр. 76-78
Критик Александр Фёдоров свою рецензию на фильм назвал «Б. У. Бывшее в употреблении»:

Все показанное на экране уже успело набить оскомину: благородная проститутка, мечтающая выйти замуж за иностранца, её разбитная дочь, ловящая кайф от эротической видеоленты и заграничных сигарет, престарелый сутенер, бизнесмены и мафиози с распухшими от денег карманами… И когда коварный представитель спецслужб вынуждает главную героиню заняться промышленным шпионажем, вопреки авторскому желанию не возникает желания ей, бедняжке, посочувствовать…
Непрофессионализм создателей «Высшего класса», как мне кажется, оказал дурную услугу Ирине Алферовой. Даже эффектно показать её несомненную красоту они не смогли как следует: то ли пленка попалась некачественная, то ли на макияже и осветительных приборах экономили…

Впрочем, и вся картина поставлена экономно: набор штампованных банальностей вперемешку с показом красивой жизни в крымском отеле. Скучно это, дамы и господа…— Александр Фёдоров